# 중일초등학교
중일초등학교(中一初等學校)는 대한민국 경기도 용인시 기흥구에 있는 공립 초등학교이다.

## 학교 연혁
- 2013. 08. 22 개교(10학급 편성)
- 2013. 08. 22 초대 류경희 교장 취임 (교감 박광만)
- 2013. 09. 10 11학급으로 증설
- 2013. 10. 07 13학급으로 증설
- 2014. 03. 01 20학급 편성(특수학급 포함)
- 2015. 03. 01 24학급 편성(특수학급 포함)
- 2015. 03. 12 26학급 편성(특수학급 포함)